# Tadeusz Wasek
Tadeusz Wasek (ur. 2 czerwca 1928 w Żyrardowie, zm. 13 sierpnia 1985 tamże) – polski inżynier i działacz polityczny, prezydent Żyrardowa (1981–1985). 

## Życiorys
Urodził się w Żyrardowie w rodzinie robotniczej. W czasie II wojny światowej ukończył szkołę mechaniczną w Warszawie. W młodości pracował jako tokarz w Zakładach Lniarskich. Po zakończeniu wojny kształcił się w liceum mechanicznym oraz w Wieczorowej Szkole Inżynierskiej. Pracował jako dyrektor biura konstrukcji oraz kierownik działu rozwoju w Żyrardowskich Zakładach Przemysłu Lniarskiego (ŻZPL). Przez 14 lat sprawował funkcję zastępcy dyrektora ds. technicznych w Zakładach Remontu Obrabiarek oraz ŻZPL. W latach 1980–1981 był głównym specjalistą w Centrum Biura Studiów Technicznej Obsługi Rolniczej w Warszawie. Pełnił obowiązki wiceprzewodniczącego Wojewódzkiej Ochotniczej Straży Pożarnej w Skierniewicach. 
Działał w Polskiej Zjednoczonej Partii Robotniczej, zasiadał w Egzekutywie jej Komitetu Miejskiego. W latach 1981–1985 sprawował funkcję prezydenta Żyrardowa. Zmarł w 1985 podczas pełnienia obowiązków służbowych. Został pochowany na lokalnym cmentarzu miejskim. 
Żonaty ze Stanisławą Michaliną Waskową (1924–2008), miał syna Wojciecha. Siostrą Tadeusza Waska była Jadwiga Klucińska (1924–2007), pracownica Zakładów Lniarskich, radna miejska, działaczka PZPR oraz Sojuszu Lewicy Demokratycznej, szefowa struktur miejskich Ligi Kobiet Polskich, siostrzeńcem zaś prof. Włodzimierz Kluciński. 
Odznaczony m.in. Krzyżem Kawalerskim Orderu Odrodzenia Polski.